# Sclerocactus unguispinus
Sclerocactus unguispinus är en kaktusväxtart som först beskrevs av Georg George Engelmann, och fick sitt nu gällande namn av Nigel Paul Taylor. Sclerocactus unguispinus ingår i släktet Sclerocactus och familjen kaktusväxter. Inga underarter finns listade i Catalogue of Life.